# Han Ju-yeop
Han Ju-yeop (21 de abril de 1999) é um judoca sul-coreano.

## Carreira
Ele ganhou a prata nos Jogos Mundiais Universitários de Verão de 2021, adiados em Chengdu em 2022. Ele disputou uma partida pela medalha de bronze nos Jogos Asiáticos de 2022, mas foi derrotado por Aram Grigorian.
Ele ganhou uma medalha de bronze no Grand Slam de Judô de Tbilisi de 2024 em março de 2024. Ele ganhou o bronze na categoria 90 kg no Campeonato Asiático de 2024 em Hong Kong em abril de 2024. Ele ganhou o bronze no Grand Slam de Judô de Dushanbe de 2024 no Tajiquistão em maio de 2024.
Nos Jogos Olímpicos de Verão de 2024, em Paris, conquistou a medalha de bronze na competição de equipe mista, ao lado de Huh Mi-mi, An Ba-ul, Jung Ye-rin, Kim Won-jin, Lee Hye-kyeong, Kim Ji-su, Lee Joon-hwan, Kim Ha-yun, Kim Min-jong e Yoon Hyun-ji.